# The Boy Who Knew Too Much
«The Boy Who Knew Too Much» (с англ. — «Мальчик, который слишком много знал») — двадцатый эпизод пятого сезона мультсериала «Симпсоны».

## Сюжет
В солнечный день Барт не хочет идти в школу, в том числе потому, что до неё надо ехать на тюремном автобусе и мисс Крабаппл в этот день продлила на 2 часа учебное время. По прибытии в школу Барт подделывает направление к стоматологу на учебное время, но директор Скиннер не уверен в правдивости записки. Скиннер гонится за ним и почти догоняет, но Барт прыгает в попутную машину. Это автомобиль племянника мэра Куимби Фредди Куимби, который едет на свой день рождения. На обед Фредди достаётся студень, но он высмеивает официанта за французский акцент. После этого он и официант выходят на кухню, где официанта, видимо, избивает Фредди. Барт, прячась под столом, видит истинный поворот событий. Фредди за нападение и побои отправляется на скамью подсудимых.
Весь город считает Фредди виновным в связи с его унизительным поведением и нетерпимостью при произнесении слова «студень» с акцентом, хотя Барт знает, что это не так, и признаётся в этом Лизе. Однако Барт не хочет давать показания, иначе придётся признать, что он пропустил школу, и его за это накажет Скиннер. Суд присяжных состоит из Гомера, Скиннера, Ганса Молмана, Неда Фландерса, Хелен Лавджой, Джаспера Бердли, Пэтти, Апу и Акиры. Добиваясь тупика, во время которого присяжные будут жить в отеле с бесплатным обслуживанием и кабельным телевидением, Гомер голосует против. Барт, поддавшись уговорам Лизы, рассказывает, что Фредди не трогал официанта, а во всех своих травмах виноват только сам официант: поскользнувшись на кусочке пудинга, он сначала бьется головой о висящие на кухне сковородки, попадает рукой в тостер, затем ударяется о газовую плиту, в результате чего на него опрокидывается кастрюля с кипятком, и после всего этого он теряет сознание. Официант пытается убедить присутствующих, что он не неуклюжий неудачник, однако спотыкается о стул, выпадает в окно, и падает в грузовик, наполненный мышеловками. С Фредди полностью сняты обвинения. Скиннер хвалит Барта за его честность, а Барт говорит Скиннеру, что его плохое поведение компенсируется тем, что он спас невиновного человека от тюрьмы, и было бы справедливо оставить его в покое. Однако Скиннер равнодушен и заставляет Барта три месяца оставаться после уроков, но потом увеличивает наказание до четырёх.

## Культурные отсылки
- Название серии отсылает к фильму «Человек, который слишком много знал».
- Когда Барт едет в автобусе, он представляет себе Гекльберри Финна и Авраама Линкольна, плывущих по реке на плоту.
- Охота Скиннера за Бартом, особенно бег по реке — отсылка к фильму «Мир Дикого Запада».
- Фраза Барта, адресованная Райнеру Вульфкаслу (пародия на Арнольда Шварценеггера) «Ваш последний фильм действительно соска», и последующая фраза шефа Виггама «Волшебный билет, моя задница» отсылают к фильму «Последний киногерой», где были волшебные билеты, раскритикованные критиками.
- К Арнольду Шварценеггеру отсылает и жена Райнера Вульфкасла Мария, отсылающая к Марии Шрайвер.
- Мэтт Грейнинг изображён на суде в качестве иллюстратора, рисующего с классической подписью Грейнинга.
- Гомер единственный голосует, что Фредди не виновен, вызывая гнев остальных, и приговор Фредди: «не виновен», что является отсылкой к фильму «12 разгневанных мужчин».
- Скиннер играет на гитаре, как герой Тони Рэндалла из «The Odd Couple».

## Отношение критиков и публики
В своём первоначальном американском вещании эпизод стал 50-м, с 10,1 миллионов из 9,5 возможных по рейтингу Нильсена. Это был пятый самый высокий рейтинг шоу на сети Fox за ту неделю после «Женаты… с детьми», «Living Single», «Мелроуз Плейс» и «Беверли-Хиллз, 90210».
Эпизод получил в основном положительные отзывы от критиков. Авторы книги «I Can’t Believe It’s a Bigger and Better Updated Unofficial Simpsons Guide» Уэрэн Мартин и Адриан Вуд высоко оценили эпизод: «Нам понравились неуклюжий француз господин Лакуз, погоня по горам директора Скиннера и признание, что он маленький мелкий человек, сказанное в прекрасной форме». Гид DVD Movie Колин Якобсон написал: «Мысли Фредди Куимби, возможно, самый неприятный момент серии. Раздражительность Фредди делает его менее забавным по сравнению с дядей. Поразительно видеть, что Скиннер так быстро восстановил неприязнь к Барту после предыдущего эпизода. Забавно видеть его в качестве сверхчеловека в погоне, и добавьте присяжного Гомера для развлечения».
Патрик Бромли из DVD Verdict дал эпизоду A и написал: «В эпизоде отличные части, в нём идёт шутка за шуткой, делая эпизод одним из лучших в этом сезоне». В 2007 году Патрик Энрайт из MSNBC назвал эпизод десятым из его любимых серий. Он написал: «Это прекрасный пример „весёлых случайностей“ из-за сцены, в которой Гомер узнаёт, что если получится тупик, то присяжные будут жить в роскошном отеле и того, как он оправдывается, сказав: „Я всего лишь делаю то, что считаю правильным. Я считаю, Фредди должен быть свободным отелем“, когда должен был сказать „свободным человеком“».